# البراري (بني العوام)

تعديل مصدري - تعديل

البراري هي إحدى قرى عزلة بني الذواد بمديرية بني العوام التابعة لمحافظة حجة، بلغ تعداد سكانها 141 نسمة حسب تعداد اليمن لعام 2004.